# El metge (novel·la)
El metge (The Physician) és una novel·la de l'escriptor estatunidenc Noah Gordon publicada l'any 1986. Ha estat catalogada en més d'una ocasió com a Best seller, ha batut rècords de vendes arreu del món i s'ha consolidat durant anys com una fita en l'àmbit de la novel·la històrica. Es tracta, sens dubte, de l'obra cimera d'aquest autor, que li va permetre ser conegut mundialment.
És la primera part d'una trilogia composta per El metge, Xaman i La doctora Cole.

## Argument
La novel·la tracta sobre la vida d'en Rob J. Cole, que de petit fou un nen d'una família del gremi de fusters de Londres. Als nou anys es queda orfe i és en aquell moment en què descobreix el seu «do», que li permet percebre si algú està pròxim a la mort només tocant-lo. Durant uns dies s'encarrega de la cura dels seus quatre germans, als quals el cap del gremi de fusters els va trobant llars adoptives a poc a poc. Quan es queda sol, amb el perill de ser venut com a esclau, passa a ser fortuïtament l'ajudant i aprenent d'en Henry Croft, el qual anomenen amb el pseudònim de Barber, un home senzill que recorre Anglaterra realitzant espectacles de malabarismes per atreure el públic al seu negoci de cirurgià-barber, on realitza petites cures i ven un medicament que anomena «Panacea Universal».
Els viatges que realitzaran en els següents anys donaran a en Rob l'esperança de retrobar-se amb els seus germans petits, però la seva cerca resulta infructuosa. Durant anys comparteixen els escenaris i comencen a repartir-se els beneficis dels espectacles quan acaba la seva formació com a aprenent, fins que un dia el Barber mor d'un atac de cor. A partir de la seva mort, en Rob seguirà amb el negoci del Barber en solitari fins que coneix en Benjamin Merlin, un metge jueu que el deixa sorprès per les seves habilitats curatives i l'anima a convertir-se en un metge de veritat. A pesar de les insistències d'en Rob, en Merlin no l'agafa com a aprenent, ja que mai l'acceptarien com a metge a Anglaterra si s'assabentessin que el seu mentor havia sigut un jueu. Per aquest motiu, en Rob acudeix a un metge cristià i comprova que els metges anglesos de l'època practiquen encara tècniques molt arcaiques i que els millors metges, com en Merlin, són els que han estudiat les tècniques que s'ensenyen als països àrabs, però en aquests països no s'accepten cristians, i a més a més, l'Església condemna qualsevol contacte i influència amb la seva cultura.
Malgrat tot, en Rob, portat per la seva passió per aprendre a sanar, decideix viatjar a l'escola on imparteix classes el millor metge de l'època: n'Ibn Sina o Avicenna, a Esfahan, Pèrsia. Per això es fa passar per jueu, adoptant el nom de Jesse ben Benjamin, atès que no podia fer-ho com a cristià. S'integra en una caravana cap a Constantinoble i durant el llarg camí aprèn a parlar en persa. En arribar a la madrassa d'Esfahan és rebutjat per no comptar amb els coneixements ni els diners necessaris per estudiar allà, arribant a ser colpejat i empresonat per la seva insistència. En sortir de la presó, ferit i desesperat, es presenta en una audiència davant del Xa, la màxima autoritat de Pèrsia. El sobirà li aconsegueix un dot que li permetrà sufragar les despeses dels seus estudis de medicina i viure a la ciutat.
L'admissió no és més que el principi d'un dur camí per convertir-se en un metge, ja que a més dels seus estudis de medicina, en Rob ha de passar exàmens de filosofia, dret i aprendre's l'Alcorà de memòria, cosa que el situa en inferioritat de condicions respecte a la resta d'estudiants que han estudiat aquestes matèries des de nens. Malgrat tot, el seu afany el converteix en un dels millors estudiants i el preferit del mateix Avicenna, que descobreix el do d'en Rob. Per aquest motiu, el mana a combatre una epidèmia de pesta en una allunyada ciutat del regne. Allà, es retrobarà amb la filla d'un comerciant de ramat escocès a qui va conèixer durant el seu viatge, que s'acabarà convertint en la seva dona i mare del seu fill.
En Rob manté freqüent contacte amb el Xa en qualitat del seu protegit, i quan aconsegueix convertir-se en metge s'incorpora com a metge militar en l'exèrcit del Xa en una campanya militar contra l'Índia. La mort d'Avicenna i el derrocament del Xa que es produeix després d'una guerra posterior, porten en Rob a donar per acabada l'etapa a Pèrsia i encarar la tornada a Anglaterra.
Quan torna a Londres, aconsegueix desfermar les enveges i recels dels metges locals, i una desafortunada trobada amb un comerciant que va conèixer a Pèrsia sota la seva identitat de jueu el condueixen enfront d'un tribunal eclesiàstic, acusat de suplantació d'identitat. Allà es troba amb un dels seus germans petits, que forma part del tribunal, però que lluny de rebre'l amb afecte, li fa saber que no vol involucrar-se amb algú que serà condemnat per suplantar la identitat d'un cristià o per trencar la prohibició d'estar entre els infidels. Davant la impossibilitat de defensar-se, en Rob fuig a Escòcia amb la seva família, on practicarà la medicina la resta de la seva vida, en un petit llogaret de pastors del clan de la seva dona.

## Cinema
El 2013 es va estrenar l'adaptació al cinema en mà del director alemany Philipp Stölzl, de la qual Noah Gordon i la seva filla, Lise Gordon, foren els guionistes i que va ser rebuda amb bones crítiques.